# La ley del corazón
La ley del corazón é uma telenovela colombiana produzida e transmitida pela RCN Televisión desde 28 de novembro de 2016.
Protagonizada por Luciano D' Alessandro e Laura Londoño e antagonizada por Sebastian Martínez, Carolina Acevedo, Manuel Sarmiento e Yesenia Valencia.

## Sinopse
Esta história se passa em uma empresa de advocacia bem sucedida, especializada em direito familiar, dedicada a casos de separação e, em geral, a conflitos familiares e conjugais. Muitas vezes, as decisões que esses advogados fazem afetam dentro e fora dos escritórios e tribunais de justiça. Alguns deles são guiados pela lei, mas outros, pelo coração. São dois caminhos que nem sempre são paralelos quando se trata de resolver conflitos legais.
A prestigiada firma Cabal-Ortega-Domínguez y Asociados é um dos melhores escritórios de advocacia familiar que existem. Muito raramente eles perdem os casos. Todos os juristas e funcionários que o compõem são uma família imensa em que cada um de seus membros está amadurecendo em cada caso que gerencia. Através de seus escritórios passam uma série de processos no campo do Direito Penal e Direito da Família que são abertos, outros estão fechados e outros permanecem abertos até o último capítulo.
Os casos são baseados na vida real. Em cada um deles, vemos os principais atores em ação, bem como uma série de diferentes nuances sociais e culturais que deixam ensinamentos e reflexões sobre valores, estereótipos e o que é justiça. Cada caso resolvido nem sempre deixa todos felizes e, conseqüentemente, há conseqüências que afetam a todos.
Simultaneamente aos casos, uma história de amor central entre Julia Escallón e Pablo Domínguez avança, dois advogados especializados em direito de família, a quem a chance se junta quando ele acabou de assinar seu divórcio e está prestes a se casar, mas ela O casamento não é realizado. Paralelamente a esta história, avançam os conflitos românticos e afetivos dos outros advogados da empresa, que, paradoxalmente, buscam o amor em uma atmosfera de separação e ódio.

## Elenco
| Ator / Atriz             | Personagem                    |
| ------------------------ | ----------------------------- |
| Luciano D' Alessandro    | Pablo Domínguez               |
| Laura Londoño            | Julia Escallón Correa         |
| Sebastián Martínez       | Camilo Borrero                |
| Iván López               | Nicolás Ortega                |
| Mabel Moreno             | María del Pilar Garcés        |
| Lina Tejeiro             | Catalina Mejía                |
| Rodrigo Candamil         | Alfredo Duperly               |
| Manuel Sarmiento         | Iván Estéfan                  |
| Marío Ruíz               | Elías Rodríguez               |
| Yesenia Valencia         | Rosa Ferro                    |
| Judy Henríquez           | Carmen Valdenebro             |
| Carlos Benjumea          | Hernando Cabal                |
| Juan Pablo Barragán      | Marcos Tibatá                 |
| Carolina Acevedo         | Jimena Rivera                 |
| Juan Pablo Posada        | Roberto Martínez              |
| Helena Mallarino         | María Cristina Correa         |
| Johan Velandia           | Álvaro Durán                  |
| Luis Fernando Bohórquez  | Miguel                        |
| Esteban Chacón           | Federico Gómez Rivera         |
| Nahanna Rivera           | Natalia Gómez Rivera          |
| Augusto Rodríguez        | Genaro                        |
| Andrea Restrepo          | Paola                         |
| Ludy Lizcano             | Liz                           |
| Kimberly Reyes           | Ana María                     |
| Carolina López           | Patricia Ramírez              |
| Estefanía Borge          | Manuela Cáceres               |
| Mauricio Mejía           | Darío                         |
| Marianela González       | Irene                         |
| Brenda Hanst             | Liliana González              |
| Javier Gnecco            | Jaime Escallón                |
| Luly Bossa               | Luisa Fernanda Barrera "Lula" |
| Carmenza Cossío          | Helena Londoño "Nena"         |
| Florina Lemaitre         | Natalia Santamaria "Tata"     |
| Carlos Hurtado           | Jairo Benítez Gómez           |
| Carolina Cuervo          | Inés como la bruja            |
| Juan Carlos Vargas       | Rendón                        |
| Nicolás Rincón           | Andrés Borrero                |
| Jaime Santos             | Alberto Borrero               |
| Juan David Manrique      | Elías Rodríguez Henao         |
| Santiago Bejarano        | Zamora                        |
| Orlando Lamboglia        | Juan David                    |
| Mónica del Pilar Layton  | Elvia                         |
| María José Martínez      | Silvia López                  |
| Sandy Suárez             | Capitana Luján                |
| Marcos Gómez             | Francisco                     |
| Diego Camargo            | Matías                        |
| Kristina Lilley          | María Eugenia Domínguez       |
| Pepe Sánchez             | Samuel Ortega                 |
| Jorge Cárdenas           | Leonardo Tapia                |
| Margalida Castro         | Doña Astrid                   |
| Bibiana Navas            | Yolanda                       |
| Alberto Palacios         | Sr. Ramírez                   |
| Claudia Liliana González | Sra. de Ramírez               |
| Carlos Torres            | Mario Aristizábal             |
| Camila Jiménez           | Lucy                          |
| Alexandra Serrano        | Olga Buitrago                 |
| Adriana Arango           | Virginia de Henao             |
| Orlando Valenzuela       | Julián Henao Triana           |
| Gabriel Ochoa            | Carlos Alonso                 |
| Marcela Vanegas          | Bettina                       |
| José Julián Gaviria      | Manolo Granada                |
| Pedro Calvo              | Ruben Granada                 |
| Jorge Enrique Abello     | Carlos/Don Segundo            |
| Martha Liliana Restrepo  | Afrodita Santoyo              |
| Naren Daryanani          | Rick Santoyo                  |
| Carla Giraldo            | Josefina                      |
| Patricia Castañeda       | Marcela                       |
| Andrés Suárez            | Dr. Ángel                     |
| Paula Castaño            | Nina Grinberg                 |
| Juliana Gómez Callejas   | Tatiana                       |
| Norma Nivia              | Esther                        |
| Estefanía Piñeres        | Agua Santa Mendoza            |
| Eileen Roca              | Adelaida de Ricaurte          |
| Juan Sebastián Calero    | Paul Ricaurte                 |
| Abril Schreiber          | Camila Salamanca              |
| Marcela Gallego          | Belén                         |
| Amparo Grisales          | Iris Mendoza                  |
| Andrea Gómez             | Eloisa Jiménez                |

### Elenco dos casos jurídicos
| Caso                                                | Ator / Atriz | Advogado(s)                                   |
| --------------------------------------------------- | --- | --------------------------------------------- |
| Caso 1: Solicitação de guarda de um Transexual      | - Zharick León - Marcela Gutiérrez de Segura - Juana del Río - Fernando Segura / María Fernanda Segura - Luis Eduardo Motoa - Carlos Gutiérrez - Juan Esteban Aponte - Juan Carlos Segura                                      | Pablo Domínguez e Julia Escallón              |
| Caso 2: Violência Intrafamiliar na Mulher           | - Geraldine Zivic - Victoria Saénz de Morales - Nicolás Montero - Ingeniero Gustavo Morales - Jorge Puig - Alonso Sáenz (Papá de Victoria) - Salvador del Solar - Amigo de Gustavo - María José McCausland - Amiga de Victoria | María del Pilar Garcés                        |
| Caso Três: Manutenção a seu neto                    | - Germán Escallón - Rómulo Pinzón - Susana Rojas - Luz Dary Ramírez - Juan David Galindo - Milton | Elías Rodríguez                               |
| Caso 4: Incapacidade Mental                         | - Consuelo Luzardo - Paulina Álvarez de Montoya - Jorge Soto - Fermín - Carlos Marino - Rodrigo Montoya Álvarez - Milady Dau - Lina María Montoya Álvarez                                                                      | Julia Escallón                                |
| Caso 5: Divorcio por que não suporta a sua esposa   | - Marcela Posada - Elvira de Arango - Diego Vélez - Jorge Arango | Pablo Domínguez e Julia Escallón              |
| Caso Seis: Envenenamento por ciumes                 | - Ana María Sánchez - Dioselina - Álvaro Rodríguez - Pascual Guerrero | Nicolás Ortega                                |
| Caso 7: Guarda de uma menina por desnutrição        | - Carlos Camacho - Sergio Sarmiento - Noëlle Schonwald - Rosario Ruiz | Pablo Domínguez, Julia Escallón               |
| Caso 8: Separação por infidelidade                  | - Mario Ruíz - Dr. Elías Rodríguez - Victoria Góngora - Isabel Henao Triana de Rodríguez - Edwin Garrido - Tomás, sobrino de Isabel - Shirley Gomez - Milena Gómez Sánchez                                                     | Julia Escallón                                |
| Caso 9: Assassinato equivocado de seu melhor amigo  | - Sebastián Boscán - Alejandro Santana - Genoveva Caro - Claudia de Santana - Andrés Bejar - Santiago Bernal - Shany Nadan - Laura Vda. de Bernal                                                                              | Nicolás Ortega, Iván Estéfan e Camilo Borrero |
| Caso 10: Separação por esposa feia                  | - Ernesto Benjumea - Fabio Ruiz - Katherine Vélez - Irma de Ruiz | Elías Rodríguez e Irene                       |
| Caso 11: Divorcio por maltrato físico e psicológico | - Jackeline Aristizábal - Mariela, - Yoryi León - Mauricio Rojas - Giovanny Almonacid - Defensor de la Notaría | Catalina Mejía e Alfredo Duperly              |
| Caso 12: Mudança por abandono do filho ao pai'      | - Kepa Amuchastegui - Alberto Silva - Susana Torres - Carolina (Noiva de Alberto) - Andrés Ruiz - Filho de Alberto | Pablo Domínguez                               |
| Caso 13: Assassinato ao "esposo" de sua amante      | - Andrea Gómez - Eloísa Jiménez - Lucho Velasco - Rogelio Soto - Obelda Benavides - Mamá de Rogelio | Alfredo Duperly e Marcos Tibatá (auxiliar)    |
| Caso 14: Violência Intra familiar no Homem          | - Helga Díaz - Angélica de Barreto - Andrés Martínez - Dr. Eduardo Barreto | María del Pilar Garcés e Alfredo Duperly      |
| Caso 15 : Abuso sexual causado pelo pai             | - Ricardo Vélez - Orlando Castillo - Margarita Reyes - Mamá de Lina María - Paola Cano - Daniela Castillo | Pablo Domínguez                               |
| Caso 16: Entrega dos bens por enfermidade terminal  | - Julio Sánchez Coccaro - Salvador Rodríguez - Álvaro García - Mateo de Rodríguez | Iván Estefan                                  |
| Caso 17: Entrega de bebe da empregada a seus chefes | - Emilia Ceballos - Raquel - Esmeralda Pinzón - Doña Magdalena de Fajardo - Mauricio Puentes - Don Gonzalo Fajardo - Alejandro Tamayo - Advogado de Raquel                                                                     | Rosa Ferro, Julia Escallon e Pablo Domínguez  |

## Versões
- Por amar sin ley, versão mexicana produzida pela Televisa em 2018 e protagonizada por Ana Brenda e David Zepeda.[3]